# 小馬寺
小馬寺(しょうばじ・こまでら)は、かつて愛知県豊田市牛地町にある駒山(標高865m)の山頂に存在していた大寺院。
昭和40年代初頭に廃寺となった。現在跡地は、小馬寺跡または小馬廃寺と呼ばれている。

## 歴史
寺伝によると日本武尊が東征の際に、武運長久を祈願した神社を始まりとしているが、白鳳時代（680年頃）に、役小角が草創したとも伝わる。
また楠木正成の重臣であった恩智左近満一が猿まわしの姿になり、駒山に滞在して「猿曳の駒」の版木を彫ってこれを刷り、各地に配りながら諸国の情勢を窺ったとされる。小馬寺を足場にして奥三河の各地を廻ったという伝承もある。
「猿曳の駒」は、馬の無病息災を祈る御守りで、版木は小馬寺の什物となっていた。
駒山から恩智左近満一、足助城から足助次郎重範、美濃からは土岐氏や多治見氏が小渡の廣源寺に集まって鎌倉幕府打倒の軍議を開いたとも伝わる。
その他、後醍醐天皇の皇子の宗良親王と皇孫の尹良親王が一時期滞在していたという言い伝えも残っているが、詳細な寺歴は不詳。

### 生駒寺
元は天台宗本山派の神仏混淆の修験道の寺で生駒寺と称し、多くの修験者が滞在していた。修験者は、矢作川を挟んで北北東に約10kmの位置にある、真言宗当山派の修験道の寺であった大船寺と何らかの関係があったと考えられる。
後に衰微し朽ち果てたため、礼叟了義和尚が中興開基となり駒山城(牛地城)主の安藤宇右衛門尉守春、川手城主の川手大蔵亟員吉に依頼し、明応3年(1494年)本堂の再建を開始。明応7年(1498年)に完成し、新たな三尊仏を安置した。再建工事には大工が1355人、鍛冶が150人、板引き113人、大工や鍛冶の手伝いをする人夫が3500人であったことが棟札に記されていた。
最盛期の室町時代から江戸時代の初期には、七堂伽藍と12の精舎(阿彌陀坊・妙見坊・岩谷坊・海藏坊・長幡坊・大船堂・柳堂・延壽坊・藥師坊)などを有していたとされ、その跡が地名に残っている。

### 小馬寺
江戸時代になると本末制度により豊田市東萩平町にある臨済宗妙心寺派の三玄寺の末寺となり、圓通山 小馬寺に改号した。
臨済宗に改宗後は、禅寺となったため修験道は廃されたと考えられる。
延宝元年(1673年)には、木造の薬師如来立像が祀られた。
駒山には、小馬寺へ登る参道が複数あり、「駒山観音道」と呼ばれていた。山麓の集落である牛地、田津原、黒田、川手からの各参道には、小馬寺との間に三十三観音石像が祀られ、丁石の役割を果たしていた。
小馬寺は、檀家を持たない寺であったが、駒山観音道で各集落と結ばれ山麓一円に信徒が拡がっていたことから「八方檀家」と呼ばれていた。当時は、名古屋から、瀬戸、小渡、牛地、根羽を通って飯田へ行く街道があり、また岡崎宿から、足助、黒田、稲武、を経て根羽へ到る街道もあり、牛地と黒田から参道を上って小馬寺へ参詣し、旅路の平安を祈願する旅人が多くいた。また馬の無病息災に霊験があるとも言われ、周辺の住民は毎年一度は馬を曳いて参詣することが慣わしとなっていたため、賑わっていた。
小馬寺は檀家を持たない寺であったため、牛地の村人が世話役を務め、次に田津原の村人が世話役を務めていたが、昭和41年(1966年)6月に駒山の北麓を流れる矢作川に矢作ダムの建設が計画され、牛地集落の大半が水没することとなり、昭和41年から昭和42年(1967年)にかけて牛地の住民が移住したため、田津原の住民が世話役を引き継ぎ、毎月数人が駒山を登って掃除などを行っていた。しかしやがて住職も去り無住の寺となる。
その後本堂内に掲げられていた千匹絵馬が雨漏りで汚れないように、屋根を茅葺から銅板葺に替え、牛地の龍淵寺が住職を兼務したものの、荒廃が進んだために、遂に廃寺となった。
昭和46年(1971年)3月に矢作ダムが完成。
平成10年(1998年)時点では、本堂と観音堂が倒壊寸前の状況となっていたが、その後に倒壊した。

## 山門
山門は本堂があった場所から100mほど坂道を下った場所に位置している。三間二戸の山門で、柱は全て円柱であり、柱の上には粽が附いている。また軒の出を多くするために柱の上に枓栱が何段にも組んであるが、この枓栱を支えている肘木は円弧に近い美しい曲線を描いている。軒の垂木は二重に使われて、二軒になっている。
円柱が使われ、粽が附けてあることや、肘木の格好、二軒などの要素は禅宗様建築であるが、柱の上の組物と組物の間には蟇股が置かれており、これは禅宗様建築が日本に伝わる前からの和様建築にのみ使用されるもので、禅宗様と和様の両方を取り入れて建造した折衷様式であると言える。
かつて楼上には、釈迦如来・普賢菩薩・文殊菩薩の3体と十六羅漢が安置されていた。現在、ケヤキ造の4層式2階建て、高さ約15mのこの山門は半壊しつつも残存している。

## 本堂と千匹絵馬
本堂は三間四面で、入母屋造で向拝付の建物であった。馬を守る寺として寄進された「千匹絵馬」が本堂内には掲げられていた。「千匹絵馬」の中には一匹だけ鞍を付けた馬が描かれており、この馬を探し当てると御利益があると言われていた。
この絵馬は現在、豊田市浅谷町の旭郷土資料館で保管されている。

### 木造薬師如来立像
像高30cm(枘先から32cm)、台座、光背共51cm。カヤ材を使用しているようで、本堂の中ではなく、正面入口の左手の小さな厨子の中に安置されていた。小像で特徴はないものの、背面には墨書で銘が入っていた。
現在は倒壊した本堂及び観音堂の木材等は撤去されて、敷石だけが残っている。

## 観音堂
元文6年(1741年)に記された「三河國二葉松」には、以下の記述がある。

### 木造十一面観世音菩薩立像
全高116cm・像高110cm・面長14cm・面幅9.5cm。全体が素木造りに見えるが、顔の部分のみが彩色されていた。カヤの木材を使用しており、彫眼で全体が細身であった。胎内には黄金の小さな仏像が納められていた。脇侍と作風が似ていたため、同時期に作成されたものと考えられている。本尊を納めていた厨子は、61年に一度しか開帳されなかったが、立派な造りであった。
正徳年間に観音堂が造営された際の古記録が残っている。
本尊であった十一面観音木像は、矢作川対岸の岐阜県恵那市串原の中山観音と、岐阜県恵那市上矢作町の大船寺にあった聖観音座像と同じカヤの一木から彫り出された三体の一つであると伝わっていた。
2010年代前半、本尊の木造十一面観音菩薩立像や、その他の寺の備品は関係者によって引き取られた。
牛地では小馬寺の本尊や脇侍がカヤの木で造られていたため、カヤは火に焚かないと言われていた。

### 脇侍
延徳3年(1491年)の背面に墨書銘があるカヤの木で造られた不動明王と毘沙門天が本尊の脇侍として存在していた。

### 鰐口
鰐口があったが盗難に遭い、現在も行方不明のままである。以下の銘があったと伝わる。

## 境内

### 宝篋印塔と五輪塔
小馬寺の西南方向の一段低く突き出した平坦な尾根に、小さい石を方形に高く積んだ上に、孔雀塔と呼ばれていた高さ5尺の宝篋印塔と、五輪塔3基が残っている。
小馬寺が所有していた古い棟札には、縦3尺5寸の板に、「延元二年・・・御落城後・・・一宇棟・・・」と所々に文字が残っていた。明治28年(1895年)10月発行の雑誌「皇道」第23号には、当時の学者の多数の見解として、延元2年(1337年)の金ヶ崎の戦いを表しているのであろうとの結論となった。そのためこの宝篋印塔は宗良親王、五輪塔3基は、南朝方の高貴な人物の墳墓か供養塔ではないかと言い伝えられている。

### その他
朽ちた弁慶杉の古株、刻まれている文字の多くが判読困難な状態となっている「■順尼紀功■碑」と彫られた大きな石碑、地を這うような形の木造の狛犬の像が残っている。

## 初午大祭
旧暦2月の最初の午の日には、初午大祭が行われ、各自が米を一升を持参して参詣した。この折には、馬の市やバゾロエ(馬揃え)と呼ばれた馬の品評会があり、馬喰たちも馬を曳いて山を登って来て博打をするのが常であった。この日は学校も休みとなり、たくさんの屋台が出た。
小馬寺では、版木で刷った牛馬の護符を出しており、牛馬を飼育している人は護符を受け取って、母屋内の馬屋の柱などに貼って、牛馬の無病息災を願った。また家で飼っている牛馬が仔を産むと、小馬寺の住職に頼めば護符を持参して成長を祈願してくれたという。また護符とは別に、牛地の人が作っていた春駒(張り子の馬頭に一輪の棒を挿した縁起物の郷土玩具)も授けていた。
武節では大正の頃には小馬寺の代参者が居て、牛馬の護符を受けて持ち帰り配布していた。馬を飼う家の参詣者は、馬の無病息災を願って花馬を曳き連れて賑わっていた。
また、駒山に自生するクマザサは持ち帰られて牛馬に食べさせていた。「駒山のクマザサを貰って食べさせると病気除けになる」「駒山のクマザサを食べさせると牝馬が産まれる」などと言う者もいた。

## 盆踊り
7月9日には各地の盆踊りが境内に集まって開催され、その時には本堂脇の小屋や大杉の根本で賭博が盛んに行われた。このため当地は「ばくち観音」とも呼ばれたほどで、熱田の梅吉や瀬戸の忠五郎が賭場を開いていた。牛地には瀬戸一家の勝五郎という乾分も住んでいた。

## 指定文化財・天然記念物

### 豊田市指定文化財
- (有形民俗文化財)　小馬寺千匹絵馬　2007年5月28日指定　※豊田市旭郷土資料館にて保管

### 豊田市指定天然記念物
- ブナ　(樹高 約21m、胸高囲 約2.8m、根回り 約12,1m)　昭和61年10月1日指定
- スギ　昭和61年10月1日指定